# Anomala saopyga
Anomala saopyga är en skalbaggsart som beskrevs av Ohaus 1915. Anomala saopyga ingår i släktet Anomala och familjen Rutelidae. Inga underarter finns listade i Catalogue of Life.